# Campionatul de Fotbal al României 1923/1924
Dvanáctý ročník Campionatul de Fotbal al României (Rumunského fotbalového mistrovství) se konal od 13. července do 17. srpna 1924. 
Turnaje se zúčastnilo již nově devět klubů. Hrálo se vyřazovacím způsobem a titul získal potřetí ve své klubové historii a obhájce z minulých dvou ročníku Chinezul Temešvár, který porazil ve finále CA Velký Varadín 4:1.